# チロリン村とくるみの木
チロリン村とくるみの木（チロリンむらとくるみのき）は、1956年4月14日から1964年4月3日までNHKテレビジョン → NHK総合テレビジョンで放送されていた人形劇である。全812回（未放送1回を含む）。番組開始から1963年3月29日放送分まではモノクロ放送、1963年4月1日放送分（第558回）からカラー放送。

## 概要
NHKの人形劇としては『玉藻前』に次ぐ第2作。当初は週に1回のペースで放送されていたが、途中から帯番組になった。
元となった作品はイタリア童話の『チポリーノの冒険』。ただまだ戦後の混乱が残る時期で、外国作品の著作権をクリアするのが難しいと判断され、そこで同作品を下敷きにしつつも「日本の野菜の物語を作ろう」ということになった。
VTRが導入される前の時代の番組のため、人形の動きは全て生放送で演じていたが、音声部分は事前収録された。人形も現在のものと異なり操作棒がついておらず、手を人形の中に入れて動かすタイプだったため、本番中の人形奏者はずっと手を頭の上に上げた状態を強いられた。

## ストーリー
「ピーナッツのピー子」、「タマネギのトン平」、「クルミのクル子」たちが住むチロリン村には野菜や果物を擬人化した野菜族、果物族、そして「もぐらのモグモグ」、「ねずみのタコチュー」などが小動物たちが暮らしている。しかし、貧しい野菜族と裕福な果物族は対立しておりそこで起こる珍騒動の数々。
回が進むと、悪役の「コウモリのブラックバット」、ブラックバットの手下になることもあるがひょうきんで憎めない「イタチのプー助」、「ハラペコ熊のペコポン」など、多彩な登場キャラクターが加わっていった。

## 放送時間
いずれも日本標準時。
| 期間                          | 放送時間                                                          |
| ----------------------------- | ----------------------------------------------------------------- |
| 1956年4月14日 - 1956年6月2日  | 土曜日 18:00 - 18:30                                              |
| 1956年6月7日 - 1956年9月13日  | 木曜日 18:00 - 18:30                                              |
| 1956年9月17日 - 1956年9月28日 | 月曜日 - 金曜日 19:15 - 19:30                                     |
| 1956年11月9日 - 1959年4月3日  | 金曜日 18:10 - 18:40 ここまで『連続ギニヨール』枠で放送。         |
| 1959年4月17日 - 1960年4月1日  | 金曜日 18:07 - 18:35                                              |
| 1960年4月8日 - 1962年3月30日  | 金曜日 18:00 - 18:30 1961年4月7日からは『こどもの時間』枠で放送。 |
| 1962年4月2日 - 1962年9月28日  | 月曜日 - 金曜日 17:40 - 17:54                                     |
| 1962年10月1日 - 1964年4月3日  | 月曜日 - 金曜日 17:45 - 18:00 最終回のみ18:05まで延長放送。       |

## スタッフ
- 作：恒松恭助
- 演出：姫田忠義
- 音楽：宇野誠一郎
- 人形制作・操作：劇団やまいも（後の劇団ちろりん）
- 主題歌：「チロリン村とくるみの木」（作詞：恒松恭助、作曲：宇野誠一郎、歌：ペギー葉山）

## キャスト
- 黒柳徹子（ピーナッツのピー子）
- 里見京子（クルミのクル子）
- 横山道代（タマネギのトン平）
- 桜京美（カッパのコン吉）
- 曽我町子（ツボミのリップちゃん）
- 一龍齋貞鳳（イタチのプー助）
- 益田喜頓（ハラペコ熊のペコポン）
- はせさんじ（ハラペコ熊のペコポン［2代目］）
- 島田多恵子（甘栗キントン、タマネギのトンペイ［2代目］）
- 小宮山清（甘栗キントン［2代目］）
- 大竹宏（ねずみのタコチウ）
- 辻村真人（もぐらのモグモグ）
- 八波むと志（スカンクのガスパ）1963年末まで　1964年1月9日交通事故で死去[5]
- 八木光生（スカンクのガスパ［2代目］、山猫ゴロンタ）
- 南利明（スカンクのガスパ［3代目］）
- 須永宏（トウモロコシのペロリン村長）
- 黒江悠久（クルミのがんこじいさん）
- 左卜全（ジャガタラ和尚）
- 武智豊子（アスパラ・カス）
- 田中明夫（カマキリ先生）
- 高橋悦史（カマキリ先生［2代目］）
- 春日俊二（ニンジン・レッド）
- 由利徹（ヒゲノ・ニンジン［ニンジンのお巡りさん］）
- 安双光枝（レモン・スッパイ夫人）
- 高橋和枝（バナーナ夫人）
- 逗子とんぼ（ミスター・パイ・ナップル）
- 桑山正一（ブラック・バット）
- 野々浩介（トマト・ケチャップ）
- 笠間雪雄（シブガキ・シブイノスケ）
- 木田三千雄（ドロガメ・カメキチ）
- 水垣洋子（バナナ少年・ポッピー、イタチのプー子）
- 松島みのり（カブラのシロキチ）
- 川久保潔（タマネギ・ウスカワ）
- 太宰久雄（ナンキン・カボチャ）
- 梅津栄（ナンキン・カボチャ［2代目］）
- 吉田雅子（キャベツのマキ）
- 杉谷頼秀（ヘボン・キウリ先生）
- 友部光子（クル子の母）
- 若水ヤエ子（りんごのお花）
- 久野四郎（雨蛙のケロッポ）
- 森塚敏（弁護士のカブト虫）
- 石井亀次郎（サツマイモ詩人）
- 藤村有弘（オンマのホワイト）
- 楠トシエ（サクランボのマニマニ）

## 現存する映像
- 本編の映像は、第545回（「こどもはこども（二）」）・第790回（「朝のできごと」）・第811回（「九年目の春（四）」）・第812回（「さよならみなさん」、最終回）がキネコで現存する（すべてモノクロ）ほか、自治省外郭団体の公明選挙連盟によって製作された16ミリ映画『チロリン村の村長選挙』（カラー、20分）が現存する。村長選挙にクルミのがんこじいさん、野菜から（果物へ）の成り上がり者のトマト・ケチャップらが立候補し、がんこじいさんが当選するという話。
- 上記のうち、第811回・第812回（最終回）・映画版をスタッフ・キャストへのインタビューなどとともに収録したDVD『チロリン村とくるみの木』NHK人形劇クロニクルシリーズ Vol. 1（アミューズソフトエンタテインメント）が2003年に発売された。
- 2014年2月23日放送の『NHKアーカイブス〜“チロリン村とくるみの木”から50年』（ゲスト：黒柳徹子）の中で、第545回・第811回・映画版（一部抜粋）とともに番組（音声部分）の制作現場の模様を記録したフィルム[7]が放送された。

## 関連文献
- 恒松恭助『チロリン村とクルミの木 : NHKテレビ放送. 第1集』鈴木出版、1957年10月30日。NDLJP:1625245。
- 恒松恭助『チロリン村とクルミの木 : NHKテレビ放送. 第2集』鈴木出版、1958年2月10日。NDLJP:1625244。
- 恒松恭助『チロリン村とクルミの木 : NHKテレビ放送. 第3集』鈴木出版、1958年6月10日。NDLJP:1625243。
- 恒松恭助『チロリン村とクルミの木 : NHKテレビ放送. 第4集』鈴木出版、1959年2月10日。NDLJP:1625242。